# Karl Stephan (Zeichner)
Karl Stephan (* 21. Dezember 1923 in Gera; † 21. Dezember 1980 in München) war ein deutscher Zeichner, der größtenteils Titelbilder für Science-Fiction-Heftromane gestaltete.

## Leben
Karl Stephan wuchs in Gera auf und sein Talent als Zeichner zeigte sich bereits im Kindergarten bzw. in der ersten Schulklasse.
Dort zeichnete er u. a. eine ganze Serie von Bildern, die die Landung eines Zeppelins in der Nähe von Gera wiedergab.
Die Berufsausbildung absolvierte Stephan im Flugzeugbau.
Da er bereits vor seiner Militärzeit eine Segelflugausbildung erfolgreich beendete, wurde er während des Zweiten Weltkrieges zunächst als Lastensegler und anschließend als Motorpilot eingesetzt.
Nach dem Krieg begann er in Bamberg als Zeichner von Hinweisschildern und Kinoplakaten. Im Jahr 1952 wurde er auf die Romanreihe Tom Shark aufmerksam, deren Titelbilder er „scheußlich“ fand. Er sprach beim Moewig-Verlag vor und wurde zum Titelbildzeichner der Romanserie Fliegergeschichten.
Auch für andere Reihen gestaltete er die Titelbilder.
So wurde er zu einem vielbeschäftigten Zeichner, der auch für die Science-Fiction-Reihe Utopia aus dem Pabel Verlag tätig war. Hier allerdings unter seinem Pseudonym H. Albrecht.
Im Jahr 1957 wurde er von Kurt Bernhardt, dem neuen Moewig-Cheflektor und vormaligen Pabel-Mitarbeiter, in das Titelbildzeichner-Team der neuen Moewig Reihe Terra geholt, zu dem auch der spätere Rhodan-Spezialist Johnny Bruck gehörte.
Mit Terra Heft Nr. 9 (Schatzgräber des Weltraums) lieferte er sein erstes Titelbild für Terra ab.
Auch für die Reihen Terra Extra und Terra Nova zeichnete er die Titelbilder.
Als im Jahr 1971 Terra Nova eingestellt und durch die neue Reihe Terra Astra
ersetzt wurde, war auch für Stephan die Zeit gekommen.
Der Moewig-Verlag (mittlerweile zum Heyne-Verlag gehörend) wurde von Rolf Heyne an den Pabel-Verlag verkauft und Erich Pabel konnte seine so aufgewertete Firma an den Hamburger Heinrich-Bauer-Konzern verkaufen. Und der wollte für seine neue Reihe
Terra Astra moderne, frische Titelbilder. Karl Stephan wurde für Terra Astra nicht mehr benötigt. Seine Aufgabe übernahm der britische Titelbildkünstler Eddie Jones.
Karl Stephan übernahm dann noch für einige Zeit die Titelbildgestaltung der Heyne Taschenbuchreihe Science-Fiction Classics.
Stephan starb an seinem 57. Geburtstag.